# Gurkovo (distrikt i Bulgarien, Oblast Sofija)
Gurkovo (bulgariska: Гурково) är ett distrikt i Bulgarien.   Det ligger i kommunen Obsjtina Botevgrad och regionen Sofijska oblast, i den västra delen av landet, 40 km nordost om huvudstaden Sofia.
Trakten runt Gurkovo består till största delen av jordbruksmark. Runt Gurkovo är det ganska tätbefolkat, med 72 invånare per kvadratkilometer.